# 肖亚庆
肖亚庆（1959年9月—），河北新乐人；原中南矿冶学院材料系毕业，教授级高级工程师。1981年12月加入中国共产党，是中共第十七届中央候补委员、第十八届中央纪委委员、第十九届中央委员。曾任中国铝业公司总经理、党组书记，国务院副秘书长，国务院国有资产监督管理委员会主任、党委副书记，国家市场监督管理总局局长、党组书记，工业和信息化部部长、党组书记。
2022年7月28日，中央纪委国家监委网站宣布肖亚庆同志涉嫌违纪违法，正在接受中央纪委国家监委审查调查，同年12月19日，因严重违纪违法受到开除党籍、政务撤职处分。

## 经历

### 早年经历
1978年10月，肖亚庆进入中南矿冶学院金属材料系，学习有色金属压力加工专业。1982年8月，肖亚庆大学毕业，被分配到哈尔滨东北轻合金加工厂工作。此后十七年间，他历任技术处工程师，副科长、科长，副处长、处长，副总工程师、总工程师等职；1998年，出任东北轻合金有限责任公司总经理。
1999年，肖亚庆调任重庆西南铝加工厂厂长。于2000年4月，对这家连年亏损且负载累累的国有企业实施债转股的改革，并其原有基础上组建了“西南铝业(集团)有限责任公司”，并出任西南铝业首任董事长、兼总经理。当年，该公司实现了扭亏为盈。一年后，西南铝业成为重庆市工业企业50强，并名列中国最大500家企业集团。肖亚庆个人也被评为“重庆市十大杰出青年企业家”。

### 执掌中铝
2004年4月，肖亚庆接替郭声琨出任中国铝业公司总经理、党组书记，中国铝业股份有限公司董事长的职务。时年45岁的肖亚庆，采取了一系列的措施，使得中国铝业不断的发展壮大；由最初的“七厂一院”变成了现在由50多家分、子公司和成员单位组成的大集团。
2007年，中国铝业更是全面开始向外扩张。1月初，中铝通过换股方式，对山东铝业和兰州铝业进行重组后；6月，又以8.6亿美元收购了加拿大秘鲁铜业公司；8月，通过增资扩股的方式，战略重组云铜集团。如果说这些都还不足以引起世界关注的话；那么，2008年1月31日，中铝和美国铝业公司联合收购矿业巨头——力拓公司在伦敦上市的股票，则彰显了中国企业在世界金融资本市场的运作能力和日趋成熟的操作技巧。中铝和美铝共同斥资140.5亿美元，获得力拓9%的股份，成为这家跨国集团的最大单一股东。此前，另一矿业巨头必和必拓也曾试图收购力拓。由于中国铝业的“搅局”，为必和必拓收购力拓的计划增加了障碍。

### 步入政界
2009年，因中铝对力拓股权收购而名声大噪的肖亚庆，在刚刚50岁时被任命为国务院副秘书长，先后保障副总理张德江和马凯日常工作。2016年2月，出任国务院国有资产监督管理委员会主任，当时主管中国国资委的是国务委员王勇。2017年6月起，兼任国务院国有资产监督管理委员会党委副书记，当时主管中国国资委的是国务委员王勇。2019年5月，出任国家市场监督管理总局局长、党组书记，当时主管中国国家市场监管总局的是国务委员王勇。2020年7月，任工业和信息化部党组书记，当时主管中国工信部的副总理是刘鹤。2020年8月11日，十三届全国人大常委会第二十一次会议表决通过肖亚庆为工信部部长，同日国家主席习近平签署第54号主席令正式任命。

### 落马
2022年7月28日，肖亚庆因落選中共二十大代表，引起媒體注意。同日肖亚庆被報涉嫌违纪违法，正在接受中央纪委国家监委审查调查，但通报只称其“违纪违法”，而非常见的“严重违纪违法”，他接受的是“审查调查”，而非常见的“纪律审查和监察调查”，表明他可能未被采取留置措施，且依然称其为“同志”。他是中共十八大以来工信部“首虎” 。隔日下午，中共中央组织部有关负责同志出席工业和信息化部领导干部会议，宣布肖亚庆不再担任工业和信息化部党组书记职务，由金壮龙接替。同年9月2日，被免去工业和信息化部部长职务。
2022年12月19日，经中央纪委常委会会议研究并报中共中央批准，决定给予肖亚庆开除党籍处分，由国家监委给予其政务撤职处分，降为一级主任科员，办理退休手续。